# إين تاراح أنا
إين تاراح أنا هو رابع ملك لسومر لسلالة كيش الأولى، حكم في حوالي عام 2900 ق م حسب قائمة الملوك السومريين وجاء بعده بابوم.